# Xiquila, Mariano Escobedo
Xiquila är en ort i Mexiko.   Den ligger i kommunen Mariano Escobedo och delstaten Veracruz, i den sydöstra delen av landet, 210 km öster om huvudstaden Mexico City. Xiquila ligger 2 166 meter över havet och antalet invånare är 640.
Terrängen runt Xiquila är bergig västerut, men österut är den kuperad. Runt Xiquila är det ganska tätbefolkat, med 199 invånare per kvadratkilometer. Närmaste större samhälle är Orizaba, 15,2 km sydost om Xiquila. I omgivningarna runt Xiquila växer huvudsakligen savannskog.